# Neuvillalais
Neuvillalais – miejscowość i gmina we Francji, w regionie Kraj Loary, w departamencie Sarthe.
Według danych na rok 1990 gminę zamieszkiwały 412 osoby, a gęstość zaludnienia wynosiła 22 osoby/km² (wśród 1504 gmin Kraju Loary, Neuvillalais plasuje się na 899. miejscu pod względem liczby ludności, natomiast pod względem powierzchni na miejscu 604.).